# Sindrome di Naegeli-Franceschetti-Jadassohn
La sindrome di Naegeli-Franceschetti-Jadassohn è una displasia ectodermica monogenica a trasmissione autosomica dominante.

## Epidemiologia
Si tratta di una sindrome estremamente rara. Non vi è differenza di incidenza tra i sessi.

## Eziopatogenesi
La sindrome è causata da mutazioni nella sequenza iniziale del gene KRT14, codificante la cheratina 14. Queste mutazioni determinano aploinsufficienza ed aumentata sensibilità all'apoptosi da TNF-α da parte delle cellule che esprimono tale cheratina.

## Clinica
È caratterizzata da iperpigmentazione reticolare che insorge nell'infanzia e interessa particolarmente viso e tronco, assenza di dermatoglifi, intolleranza al caldo per ghiandole sudoripare ipofunzionanti, anomalie dello sviluppo dentario ed ipercheratosi palmo-plantare.

## Diagnosi
La diagnosi molecolare conferma la patologia.

## Trattamento
Non è disponibile alcun trattamento specifico per questa sindrome.